# アブラハム・ゲム
ゲム・アブラハム（Abraham Guem、1999年4月29日 - ）は南スーダンの陸上競技選手、専門は中距離走。男子1500mの南スーダン国内記録保持者。
2020年7月に開催予定だった東京オリンピックの事前合宿で、2019年11月からホストタウンの前橋市に滞在していた。しかし、COVID-19の影響により大会の開催が1年延期となり、練習が継続できる前橋市での滞在を延長することとした。2021年7月に開催となった東京オリンピックでは、男子1500mに出場し、予選敗退となったものの3分40秒86の走りで自己ベストを更新した。地元の厚い支援を受けながら1年8ヶ月滞在した前橋市のことを、アブラハムは第二の故郷と呼んでいる。好きな日本語は「ありがとう」。
2022年6月22日に深川市で開催されたホクレンディスタンスチャレンジ20周年記念大会では、3分40秒70の走りで南スーダン国内記録を更新した。同年10月2日に新潟市で開催された日本グランプリシリーズ新潟大会では、3分39秒35の走りで再び南スーダン国内記録を更新した。2023年ハンガリーブダペストで行われた世界陸上で更にPBを更新3分37秒85

## 主な戦績
| 年   | 大会                   | 開催地     | 種目  | 順位            | 記録      | 備考     |
| ---- | ---------------------- | ---------- | ----- | --------------- | --------- | -------- |
| 2021 | オリンピック           | 東京       | 1500m | 予選敗退 (25位) | 3分40秒86 | 自己記録 |
| 2022 | 世界陸上競技選手権大会 | ユージーン | 1500m | 予選敗退 (41位) | 3分43秒47 |          |

## 記録
| 種目  | 記録      | 年月日        | 場所 | 備考     |
| ----- | --------- | ------------- | ---- | -------- |
| 1500m | 3分39秒35 | 2022年10月2日 | 新潟 | 国内記録 |